# Ceropegia ampliata
Ceropegia ampliata är en oleanderväxtart som beskrevs av Ernst Meyer. Ceropegia ampliata ingår i släktet Ceropegia och familjen oleanderväxter. Inga underarter finns listade i Catalogue of Life.